# La meravellosa història de Henry Sugar i tres més
La meravellosa història de Henry Sugar i tres més (títol original en anglès, The Wonderful Story of Henry Sugar and Three More) és una pel·lícula d'antologia fantàstica estatunidenca de 2024 escrita, coproduïda i dirigida per Wes Anderson, basada en quatre històries curtes de Roald Dahl. Aquesta és la segona adaptació cinematogràfica d'una obra de Dahl dirigida per Anderson, després de Fantastic Mr. Fox (2009). És protagonitzada per Benedict Cumberbatch, Ralph Fiennes, Dev Patel, Ben Kingsley, Richard Ayoade i Rupert Friend, tots interpretant diferents papers. S'ha subtitulat al català.
És una col·lecció de curtmetratges estrenats prèviament individualment el setembre de 2023. Els curtmetratges que formen la pel·lícula són La meravellosa història de Henry Sugar (guanyadora de l'Oscar al millor curtmetratge a la 96a edició dels Oscars), El cigne, El caça-rates i Verí, amb una cançó original afegida de Jarvis Cocker titulada "Rules For Being a Fictional Writer", que és nova a la pel·lícula.

## Repartiment
- Benedict Cumberbatch com a Henry Sugar, Max Engelman i Harry Pope
- Ralph Fiennes com a Roald Dahl, el policia i l'home rata
- Dev Patel com el Dr. Chatterjee, John Winston i Timber Woods
- Ben Kingsley com a Imdad Khan, el distribuïdor, i el Dr. Ganderbai
- Richard Ayoade com el Dr. Marshall, el Gran Iogui i l'editor/reporter
- Rupert Friend com a Peter Watson/narrador i Claud
- David Gant com el crupier de casino
- Jarvis Cocker va aparèixer com a recepcionista de casino i diversos amics d'Henry Sugar.